# RPM (película)
R.P.M es una película de acción estadounidense de 1998 dirigida por Ian Sharp. Es  protagonizada por David Arquette, Emmanuelle Seigner y Famke Janssen

## Sinopsis
La policía emite una orden de búsqueda y captura contra Luke Delson (David Arquette), un joven inventor, por su enésimo robo de coches clásicos. Entonces Delson decide trasladarse a Francia para seguir aumentando su particular colección. Allí, además, encontrará el amor.

## Reparto
- David Arquette como  Luke Delson.
- Emmanuelle Seigner como Michelle Claire.
- Famke Janssen como Claudia Haggs.
- Steve John Shepherd como Rudy.
- Stephen Yardley como Chiarkos.
- Kenneth Cranham como Biggerman.
- John Bluthal como Grinkstein.